# Юледур (Куженерський район)
Юледу́р (рос. Йӱледӱр, марій. Йӱледӱр) — село у складі Куженерського району Марій Ел, Росія. Адміністративний центр Юледурського сільського поселення.

## Населення
Населення — 513 осіб (2010; 577 у 2002).
Національний склад (станом на 2002 рік):
- марійці — 64 %
- росіяни — 33 %